# Canon à son

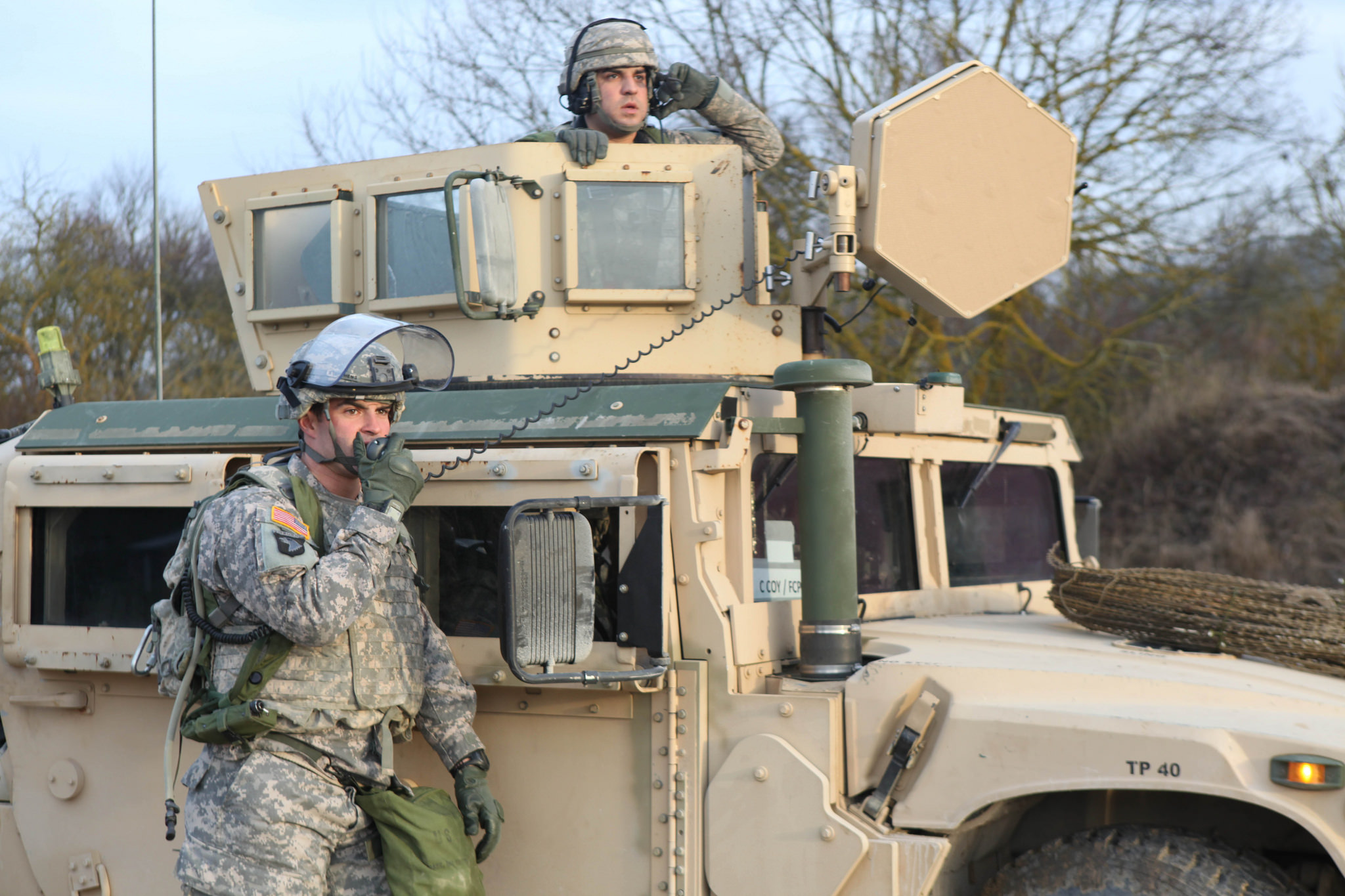
Dans la KFOR

Un canon à son est un dispositif de communication et une arme à énergie dirigée non létale, plus particulièrement un dispositif de harcèlement acoustique, utilisé pour le contrôle de foules. Il se compose d'un dispositif acoustique émettant un son particulièrement audible dans une direction précise, pouvant se révéler désagréable pour ceux qui s'en approchent. Les premiers modèles ont été développés pour les forces armées des États-Unis dans les années 2000 par American Technology Corporation (renommée LRAD en 2010), sous le nom de Long-range Acoustic Device (LRAD). D'autres entreprises ont rejoint le marché depuis comme HyperSpike.

## Utilisations

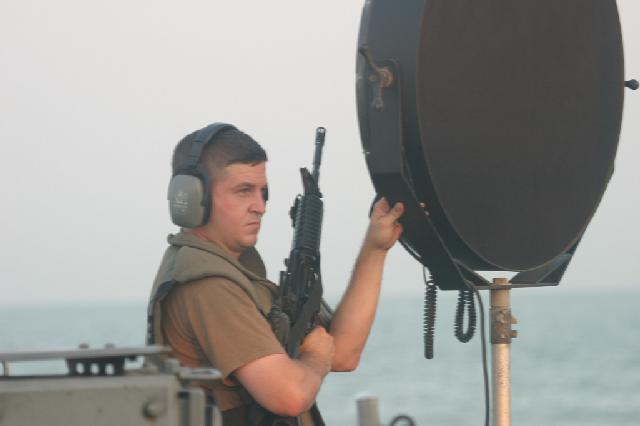
Un canon à son monté sur un navire de patrouille de la marine américaine au début des années 2000.

L'un des premiers développements est effectué durant l'été 1944, par des chercheurs allemands pour une utilisation militaire. Ceux-ci expérimentent le schallkanone, une wunderwaffe, fonctionnant sur le principe des ondes sonores et capable d'endommager le système nerveux d'un homme ou de le désorienter,,.

Plus récemment, les canons à son ont été développés à la suite de l'attentat perpétré contre l'USS Cole. La  marine américaine a en effet conclu à la suite de l'attentat que ses bâtiments devraient être équipés de dispositifs destinés à communiquer à distance avec n'importe quelle embarcation, et éventuellement capable de les dissuader de s'approcher. The American Technology Corporation est la première entreprise à fournir une réponse adaptée à ce besoin, en lançant le Long Range Acoustic Device. De là, les usages du canon à son se multiplient. Différentes branches de l'armée des États-Unis l'adoptent aussi, comme l'US Coast Guard ou encore l'US Army. Le Police Negociation Cadre et Police Tactical Unit de Hong Kong, la police de Delhi en Inde, Le ministère de la défense israélien, la police polonaise, le ministère de la Défense britannique (utilisation pendant les Jeux olympiques d'été de 2012 par exemple), la police catalane et plusieurs départements de police américains l'utilisent aussi. Des organismes privés se sont cependant aussi dotés du canon à son, comme des navires ou des groupes pétroliers.
Le canon à son peut-être utilisé à deux niveaux, comme un dispositif de harcèlement acoustique mais aussi comme un haut parleur très puissant, pour communiquer verbalement sur de grandes distances ou à de larges foules. Il n'est donc pas déployé avec comme unique objectif la répression et peut même être utilisé contre les oiseaux.

### Contre des manifestants

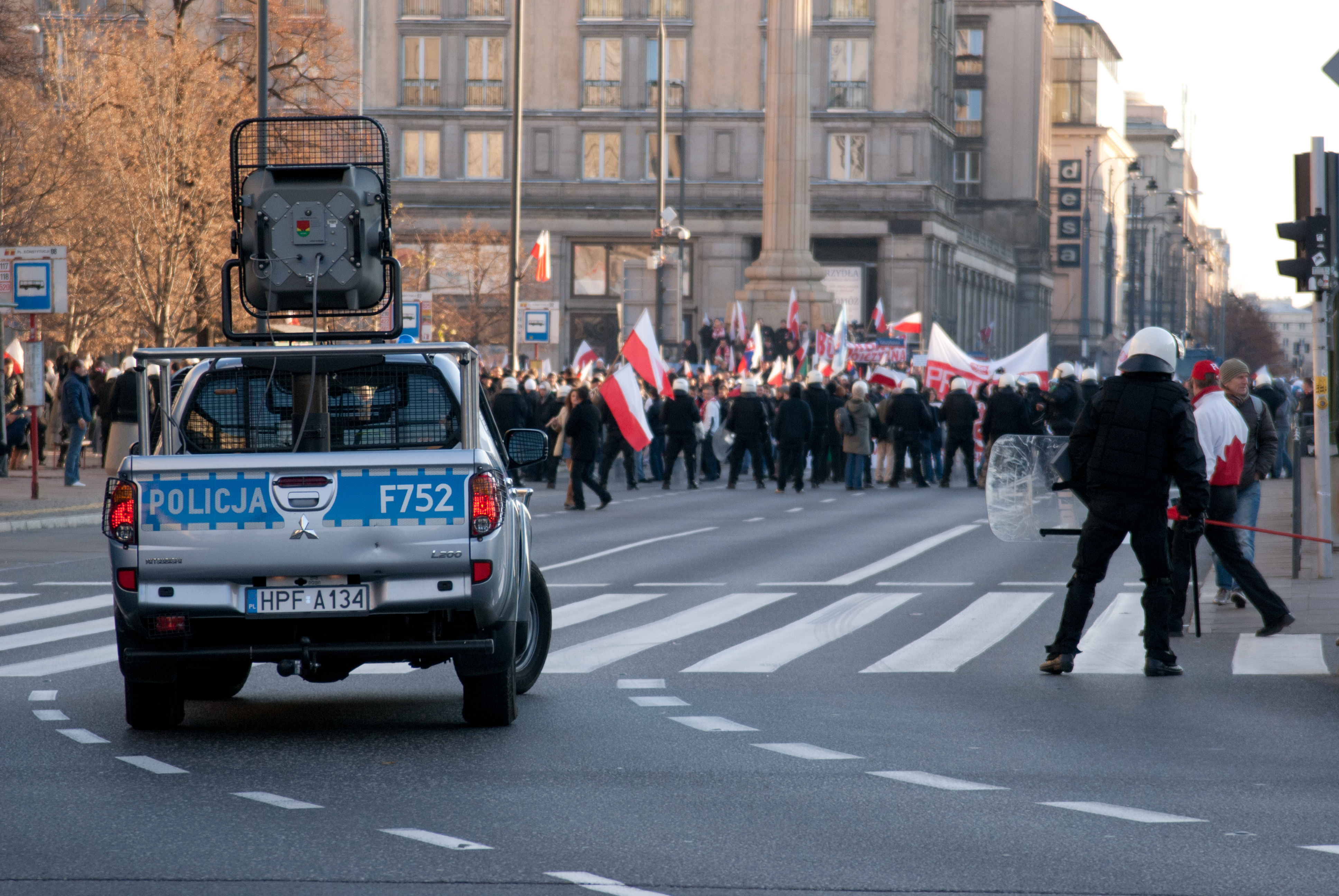
De la police polonaise

Un canon à son a été déployé à la Convention du Parti républicain en 2004 à New York sans pour autant être utilisé.
Il a été utilisé pour disperser des contestataires à Tbilissi, en Géorgie, en novembre 2007.
Des résidents de Dusit à Bangkok ont été témoin de son utilisation contre des ouvriers de Triumph en août 2008.
En 2009, le gouvernement du Honduras a utilisé un canon à son en au moins deux occasions, les 22 et 25 septembre, sur des contestataires essayant de s'abriter dans l'ambassade du Brésil. En plus du personnel de l'ambassade, les cibles incluaient l'ex-président, Manuel Zelaya, sa famille et quelques soutiens et journalistes. Sur une photo, on distingue deux modèles du LRAD, le LRAD-1000 (ou 1000X or 1000Xi) et le LRAD-100X. Israël fut accusé d'avoir fourni ces armes.
Le canon à son fut utilisé pour la première fois aux États-Unis à Pittsburgh en 2009 durant le sommet du G20,.
Le ministère de la Défense israélien a commandé des canons à son, du groupe LRAD en juin 2011.
Un canon à son a supposément été utilisé par le département de police durant la dispersion du mouvement "occupy Oakland" le 25 octobre 2011.
Le canon à son fut présent, mais pas utilisé, lorsque la police de New York a dispersé les protestataires du mouvement Occupy Wall Street hors de Zuccotti Park le15 novembre 2011. Deux jours plus tard, il fut finalement utilisé contre des activistes du mouvement.
La police de Delhi a acheté 5 canons à son LRAD , comme la police polonaise en décembre 2011.
Le canon à son était présent mais n'a pas été utilisé (en raison de la législation en vigueur) durant de nombreuses manifestations en Pologne. Actuellement, s'il est utilisé en Pologne, c'est pour transmettre des messages à des foules.
Un canon à son a été utilisé dans le bâtiment du capitole à Madison, Wisconsin le 18 juillet 2013.
La police de Hong Kong a acquis deux canons à sons pour le contrôle de foule à distance ou des missions de négociation mais il n'est pas encore déployé.
Le 17 janvier 2014, un canon à son a été utilisé par la police contre des manifestants à Barcelone. Le 9 avril 2019, un canon à son a été utilisé à Alger (Algérie) contre des étudiants pendant une manifestation pacifique contre la nomination du président par intérim par le régime en place. Pour la première fois en Europe, le 15 mars 2025, un canon à son semble avoir été utilisé contre une foule pacifique lors d'une manifestation à Belgrade .

### Contre des pirates

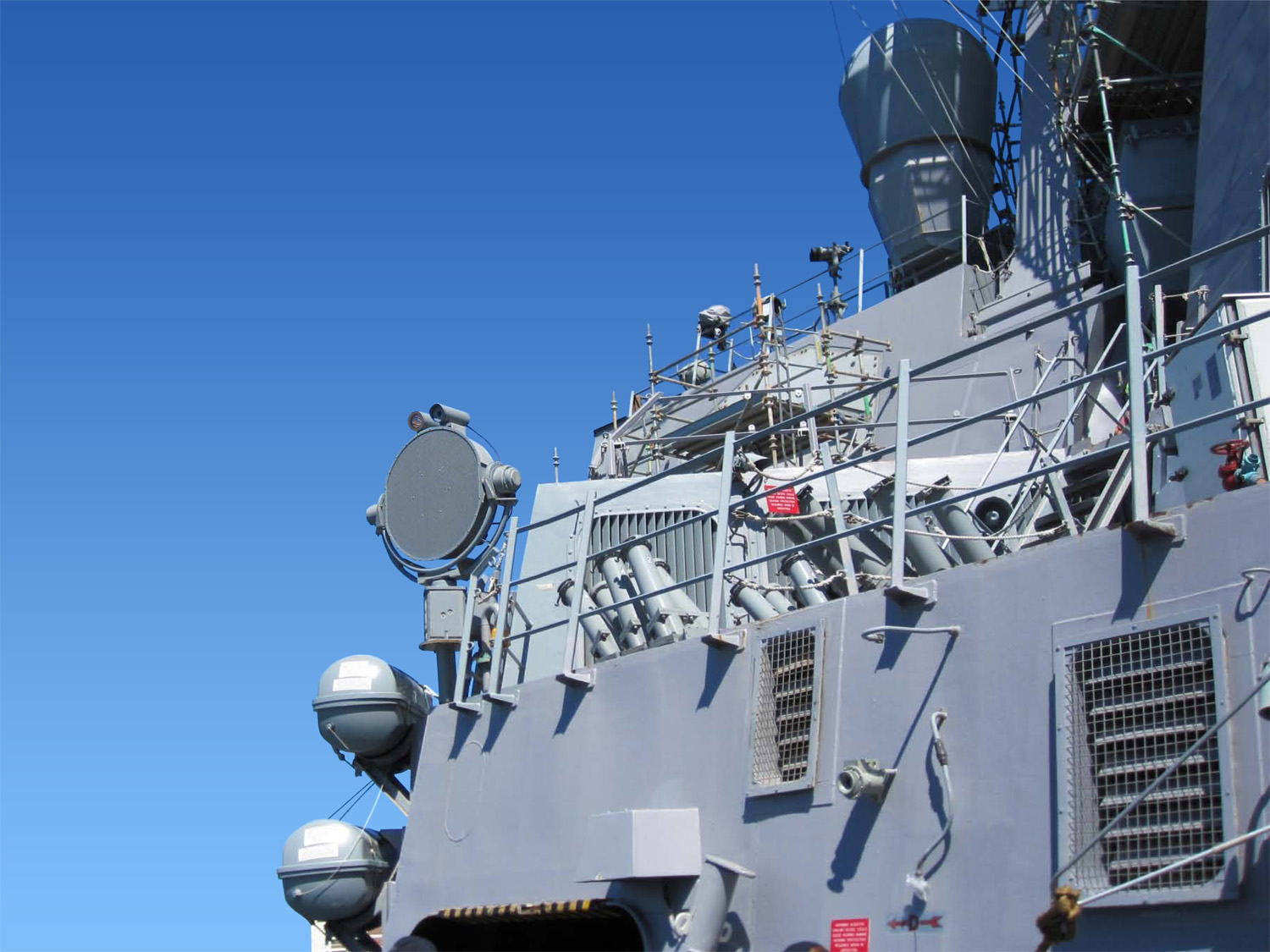
Sur l'.

Le 5 novembre 2005, le luxueux paquebot Seabourn Spirit a employé un canon à son en repoussant des pirates qui attaquaient le navire avec des lance-roquettes, à près de 115 kilomètres de côte de la Somalie. L'efficacité du dispositif durant l'attaque reste floue, les pirates n'ayant cependant pas réussi à monter sur le bâtiment.
Le navire libérien le MV Biscaglia, attaqué le 28 novembre 2008 n'a pas connu le même destin : il a été capturé par les pirates puis abandonné par son équipage, malgré la présence à bord d'un canon à son LRAD. En août 2013, un des membres de l'équipe de sécurité du bateau, Carl Mason, a cependant reconnu ne pas avoir eu le temps de manœuvrer le canon à son avant la prise du bateau, s'étant concentré sur les canons à eau.
En janvier 2011, le Spirit of Adventure, un navire de croisière naviguant à travers l'océan Indien, a déployé un canon à son dans le cadre de mesures défensives pour échapper à la poursuite de pirates.

### Sur des baleiniers
La flotte baleinière japonaise fait usage du canon à son depuis la fin des années 2000 afin de pouvoir exercer sa pêche, en empêchant les défenseurs des baleines de pouvoir s'interposer. En février 2009, des baleiniers japonais opérant dans les eaux de l'Antarctique installent notamment des canons à son sur leurs navires. Le dispositif est utilisé contre des activistes de la Sea Shepherd Conservation Society après que ces derniers ont harcelé certains de leurs navires. La flotte japonaise a même utilisé leur canon à son contre un hélicoptère de la Sea Shepherd transportant une caméra,. La Sea Shepherd a admis posséder aussi un canon à son, déclarant cependant ne pas l'avoir véritablement utilisé.

## Caractéristiques

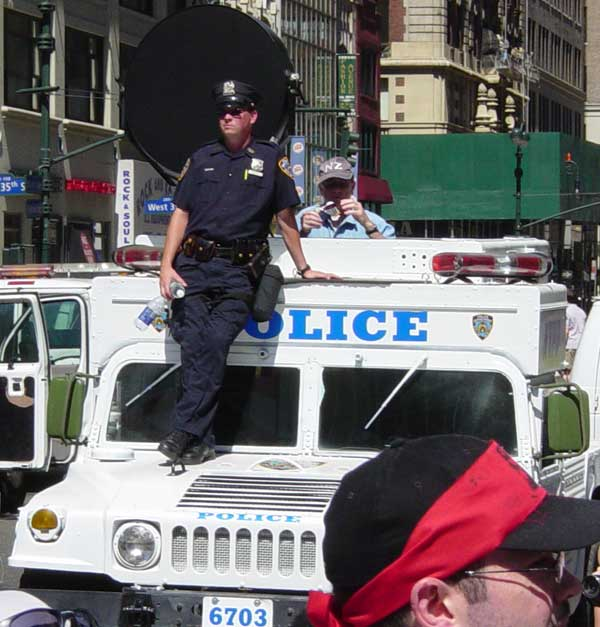
Un canon à son sur un véhicule de police new-yorkais lors de la Convention du Parti républicain de 2004.

Devant répondre à de nombreuses contraintes, les canons à son sont conçus pour émettre un son d'un niveau sonore élevé, avec une certaine précision (qu'on retrouve dans la directivité de la source sonore qui évolue avec le diamètre de cette source et la fréquence des sons émis) et une qualité suffisante pour permettre la compréhension d'une voix humaine même à de grandes distances (la portée dépend quant à elle du niveau sonore de la source). Ces caractéristiques les distinguent des autres  dispositifs de harcèlement acoustique. Les modèles de l'American Technology Corporation émettent un son d'un niveau sonore pouvant aller jusqu'à environ 165 dB, dans un angle de 15 à 60 degrés. Ceux du groupe HyperSpike peuvent atteindre 182 décibels (record mondial) et émettent dans un angle compris entre 5 et 15 degrés. Les deux groupes proposent cependant une dizaine de produits, aux caractéristiques variables.
Dans de nombreux cas cependant, les canons à son peuvent émettre des sons au-delà des seuils de niveau sonore pour lesquels les sons deviennent nuisibles pour l'oreille même pour de petites durées d'exposition. Cela soulève un débat sur l'utilisation de tels dispositifs contre des civils.

### Dans la fiction et la culture populaire
Dans l'album des Aventures de Tintin intitulé L'affaire Tournesol, l'intrigue tourne autour de l'invention par le Professeur Tournesol d'une arme à ondes sonores capable de pulvériser le verre à distance. Une référence explicite est faite à un ouvrage (réel) de Leslie E. Simon qui traite des armes secrètes allemandes de la Deuxième Guerre mondiale et en particulier d'un canon à ondes sonores. Les dignitaires militaires de l'état totalitaire de Bordurie se voient convier à une démonstration au cours de laquelle l'invention de Tournesol pulvérise les gratte-ciels de New-York (mais il ne s'agit que d'une maquette en verre et porcelaine... en attendant "mieux").
Le LRAD est également utilisé dans le roman PariZ, de Rodolphe Casso, par le personnage Thibault de Gouvion Saint-Cyr.